# Bruno Serotini
Bruno Serotini (Roma, 7 marzo 1915 – Cielo di Roma, 19 luglio 1943) è stato un militare e aviatore italiano, decorato di Medaglia d'oro al valor militare alla memoria nel corso della seconda guerra mondiale.

## Biografia

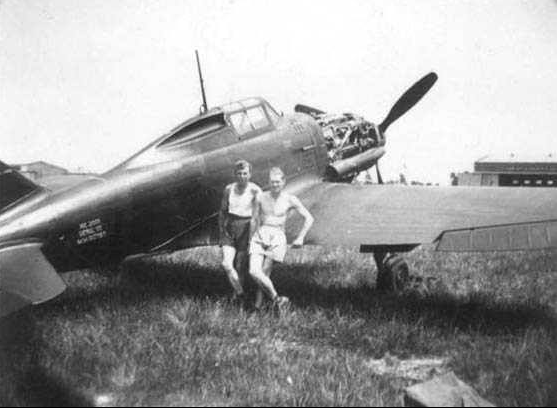
Un caccia Reggiane Re.2001 Falco I in manutenzione a terra.

Nacque a Roma il 7 marzo 1915. Dopo aver conseguito il diploma di ragioniere presso l'Istituto tecnico "Leonardo da Vinci" fu ammesso, dietro sua domanda, nella Regia Aeronautica in qualità di allievo ufficiale pilota, frequentando la Scuola di Foggia. Nel giugno 1937 conseguì il brevetto di pilota militare e venne nominato sottotenente. Posto in congedo venne assunto presso un istituto bancario della Capitale, venendo richiamato in servizio attivo nel maggio 1940, all'atto della mobilitazione generale. Mandato in servizio presso l'Aviazione della Libia, dopo lo scoppio delle ostilità con la Francia e la Gran Bretagna, il 10 giugno, operò sul fronte del nord-africa. Partecipò a numerose azioni in Africa Settentrionale Italiana e sul Mediterraneo ricevendo un encomio solenne da parte del Comando Aeronautica della Libia. Nel marzo 1942 fu trasferito in servizio nel 53º Stormo Caccia Terrestre di stanza a Pantelleria, ritornando in Africa settentrionale nel mese di maggio, assegnato al 2º Stormo Caccia Terrestre. Nel mese di dicembre venne trasferito alla 303ª Squadriglia, 167º Gruppo Autonomo Intercettori della 3ª Squadra aerea, di stanza sull'aeroporto di Ciampino destinato alla difesa aerea della Capitale per il contrasto alle incursioni dei bombardieri anglo-americani. Cadde in combattimento il 19 luglio 1943, durante una incursione aerea alleata su Roma.

### L'ultima missione
Il 19 luglio 1943 il generale James Doolittle sferrò per la prima volta un attacco diurno contro la città di Roma, capitale del Regno d'Italia, mandando circa 300 aerei statunitensi delle forze aeree alleate del Mediterraneo. La formazione era composta da bombardieri Boeing B-17 Flying Fortress e Consolidated B-24 Liberator con una pesante scorta di caccia. Decollato a bordo di un Reggiane Re.2001 Falco I per intercettare gli aerei da bombardamento nemici il suo velivolo, dopo aver colpito un B-17, fu a sua volta attaccato da alcuni Lockheed P-38 Lightning. Colpito da una raffica di mitragliatrice in pieno petto si buttò volontariamente con l'aereo contro un bombardiere avversario che precipitò al suolo nei pressi di Santa Palomba. Egli cadde insieme al suo Re.2001 nelle vicinanze di Marino, trovandovi la morte. Nel pomeriggio il suo comandante, Corrado Ricci, venne avvertito dai carabinieri che un aereo della sua squadriglia era precipitato al suolo e insieme al suo pilota. Recatosi sul posto Ricci trovò il corpo di Serotini fuori dalla carlinga, in un vigneto vicino alla strada, con il paracadute vicino, parzialmente uscito dalla sua sacca e forato da alcune pallottole, ma non aperto. La salma fu trasferita nella cappella di un cimitero li vicino, e poi seppellita.
Per onorarne il coraggio dimostrato in questo frangente venne decorato con la Medaglia d'oro al valor militare alla memoria, massima onorificenza italiana. La sua tomba si trova attualmente presso Sacrario dell'Aeronautica Militare presso il cimitero del Verano.

### Fonti
1. 1 2  Ufficio Storico dell'Aeronautica Militare 1969, p. 263.
2. 1 2 3 4 5 6  Combattenti Liberazione.
3. ↑  Brotzu, Caso, Cosolo 1971, p. 39.
4. 1 2  Sodalizio Lazio.
5. 1 2 3 4 5  Md80.
6. ↑  Ufficio Storico dell'Aeronautica Militare 1977, p. 276.
7. ↑  Bollettino Ufficiale 1948, disp.6, pag.33 e Bollettino Ufficiale 1959 suppl.7, pag.255.